# Krystian Obolewski
Krystian Tadeusz Obolewski – polski biolog, prof. dr hab. nauk biologicznych, profesor Instytutu Biologii i Ochrony Środowiska Wydziału Matematycznego i Przyrodniczego Akademii Pomorskiej w Słupsku i Instytutu Biologii Środowiska Wydziału Nauk Przyrodniczych Uniwersytetu Kazimierza Wielkiego w Bydgoszczy.

## Życiorys
W 1997 ukończył studia w zakresie kształcenia nauczycieli przedmiotów ogólnokształcących w Wyższej Szkole Pedagogicznej w Słupsku. 17 września 2003  obronił pracę doktorską Reakcje perifitonu na udrożnienie starorzecza rzeki Słupi, 3 lipca 2012 habilitował się na podstawie pracy zatytułowanej Wpływ czynników środowiskowych na wybrane zoocenozy starorzeczy północnej Polski.
Objął stanowisko profesora nadzwyczajnego w Instytucie Biologii i Ochrony Środowiska na Wydziale Matematycznym i Przyrodniczym Akademii Pomorskiej w Słupsku i w Instytucie Biologii Środowiska, a także prodziekana na Wydziale Nauk Przyrodniczych Uniwersytetu Kazimierza Wielkiego w Bydgoszczy. W 2024 roku uzyskał tytuł profesora.
Jest członkiem Polskiego Towarzystwa Limnologicznego, oraz piastował stanowisko dyrektora Instytutu Biologii i Ochrony Środowiska Wydziału Matematycznego i Przyrodniczego Akademii Pomorskiej w Słupsku.

## Publikacje
- 2005: Epiphytic macrofauna on water soldiers (Stratiotes aloides l.) in Słupia River oxbows[1]
- 2007: Distribution and the role of Cerastoderma glaucum (Poiret, 1789) in the Polish Baltic Sea coast[1]
- 2007: Wpływ stężenia wybranych metali w wodzie przepływowego starorzecza na kompleks trzcina-perifiton i raszla - perifiton[1]
- 2009: Quantitative structure of Hediste diversicolor (O.F. Müller) in estuary zones of the southern Baltic Sea (Polish central coastline)[1]
- 2009: An attempt at evaluating the influence of water quality on the qualitative and quantitative structure of epiphytic fauna dwelling on Stratiotes aloides L., a case study on an oxbow lake of the Łyna river[1]
- 2015: Long-term trends in nutrient concentrations in Polish coastal rivers[1]